# Jürgen Weibler
Jürgen Weibler (* 14. November 1959 in Iserlohn) ist Universitätsprofessor und seit 1998 Inhaber des Lehrstuhls für Betriebswirtschaft, insb. Personalführung und Organisation an der Fernuniversität in Hagen.

## Leben
Nach den Diplom-Studiengängen der Volkswirtschaftslehre sozialwissenschaftlicher Richtung und der Psychologie an der Universität zu Köln promovierte er dort 1988 zum Dr. rer. pol. (Graduiertenstipendium).
Anschließend war er zwei Jahre in einer internationalen Unternehmensberatung als Senior Consultant tätig. 1994 habilitierte er sich an der Universität St. Gallen -HSG- (Förderung durch den schweizerischen Nationalfonds), wo ihm die Lehrbefugnis für Betriebswirtschaftslehre übertragen wurde.
Jürgen Weibler war mehrjähriger Forschungsleiter des Instituts für Führung und Personalmanagement (IFPM) sowie Lehrbeauftragter an derselben Universität. Danach übernahm er die Professur für Betriebswirtschaftslehre der öffentlichen Verwaltung/Managementlehre an der Universität Konstanz.
2005 hatte er eine Gastprofessur an der Macquarie Graduate School of Management (MGSM), Sydney, inne. Anschließend war er für zwei Jahre Dekan der Fakultät für Wirtschaftswissenschaft an der FernUniversität in Hagen. Seit 2006 ist Jürgen Weibler Gründungssenator der Deutschen Hochschule der Polizei.
Jürgen Weibler hat zahlreiche theorie- und anwendungsorientierte Publikationen unter anderem in renommierten nationalen wie internationalen Zeitschriften zu den verschiedensten Themen der Betriebswirtschafts- und Managementlehre verfasst. Daneben ist er ehemaliger Herausgeber des German Journal of Research in Human Resource Management (früher: Zeitschrift für Personalforschung (ZfP)).
Zudem gehört er dem Herausgeberbeirat der Encyclopedia of Leadership, 4 Bände (erschienen bei Sage), an. Auch ist er Mitherausgeber der Reihe „Führung und Organisation“ (bei Kohlhammer).
Im Juni 2014 wurde Weibler von NRW-Innenminister Ralf Jäger (SPD) in eine Expertenkommission zum demografischen Wandel bei der Polizei in Nordrhein-Westfalen berufen. Die vierköpfige Kommission, der neben Weibler der damalige Kölner Polizeipräsident Wolfgang Albers (Mitglied der SPD), der inzwischen pensionierte Münsteraner Polizeipräsident Hubert Wimber (Mitglied der Grünen) und der Landrat des Kreises Mettmann Thomas Hendele (CDU) angehörten, legte ein Jahr später ihren Abschlussbericht (siehe Veröffentlichung) mit Vorschlägen zu einer Polizeireform in NRW vor. Die Experten zeigten verschiedene Einsparpotenziale auf, konnten sich aber im Hinblick auf die Polizeiorganisation nicht auf ein gemeinsames Modell einigen.
Seit Mai 2016 fördert er den Wissenstransfer von der Führungsforschung zur Führungspraxis auf www.leadership-insiders.de.
Im Rahmen der Lehrtätigkeit hat Jürgen Weibler für das von ihm zusammen mit seinen Mitarbeitern Dr. Jürgen Deeg und Dr. Sigrid Endres angebotene Modul „Zukunftsweisende Führung“ den Lehrpreis der FernUniversität in Hagen für das Jahr 2020 sowie auch im gleichen Jahr die goldene WiWi-Eule des Fachschaftsrats Wirtschaftswissenschaft für das beste Wahlpflichtmodul im Masterstudiengang erhalten. Das Modul, das von den Studierenden für den Preis vorgeschlagen wurde, thematisiert aktuelle Entwicklungslinien der Führungsforschung und zeigt darüber hinaus mittels des integralen Führungsmodells auf, wie zukünftigen Herausforderungen wirkungsvoll begegnet werden kann. Im Jahr 2023 wurde das Modul in Folge einer Überarbeitung, an der neben den bereits genannten zudem Prof. Dr. Brigitte Biehl beteiligt war, erneut mit dem Preis der goldenen WiWi-Eule prämiert.

## Forschungsschwerpunkte
Theoretische Fundierung von Grundsatzfragen zu ausgewählten Bereichen der Betriebswirtschaftslehre (Managementlehre) sowie Transfer wissenschaftlicher Erkenntnisse in die Praxis. Quantitative wie qualitative Methoden werden im Rahmen der empirischen Forschung verwendet. Transfer wissenschaftlicher Erkenntnisse in die Praxis im Kontext der Führung, der Organisation, des Personalmanagements und des Public Managements. Er ist Gründungsmitglied von GLOBE (Global Leadership and Organizational Behavior Effectiveness), einem Forscherverbund, der sich mit interkulturellen Unterschieden in der Führung beschäftigt. Ein aktueller Forschungsschwerpunkt liegt auf der Digitalen Führung, im Rahmen dessen ein Beitrag über das Roman-Herzog Institut publiziert wurde.

## Werke(Auswahl)
Bücher
- Jürgen Weibler (1989): Rationalisierung im Wandel. Chancen und Risiken einer technologischen Entwicklung für das Individuum in der betrieblichen Organisation. Eine empirische Studie im Produktionsbereich. Frankfurt am Main (Dissertation)
- Jürgen Weibler, Peter Maas (1990): Börse und Psychologie. Plädoyer für eine neue Perspektive. DIV, Köln
- Jürgen Weibler (1994): Führung durch den nächsthöheren Vorgesetzten. Wiesbaden, ISBN 3-8244-6048-3 (Habilitation)
- Jürgen Weibler (Hrsg.) (2004): Zeitschrift für Personalforschung – German Journal of Human Resource Research. Mering
- Wendelin Küpers, Jürgen Weibler (2005): Emotionen in Organisationen. Kohlhammer, Stuttgart, ISBN 3-17-018002-9
- Jürgen Weibler (2008): Werthaltungen junger Führungskräfte – Forschungsstand und Forschungsoptionen. Böckler Forschungsmonitoring 4, Düsseldorf
- Jürgen Weibler, Jürgen Deeg (2008): Integration von Individuum und Organisation. VS Verlag für Sozialwissenschaften, Wiesbaden, ISBN 978-3-531-15779-5
- Jürgen Deeg, Wendelin Küpers, Jürgen Weibler (2010): Integrale Steuerung von Organisationen. Oldenbourg Verlag, München
- Jürgen Weibler (Hrsg.) (2010): Barack Obama und die Macht der Worte. VS Verlag, Wiesbaden,  ISBN 978-3-531-17505-8
- Jürgen Weibler (2013): Entzauberung der Führungsmythen. Roman Herzog Institut e.V., München
- Jürgen Weibler (2016): Frauen als Fremdkörper im Management? Eine schonungslose Analyse der Führungssituation von Frauen und eine machtvolle Empfehlung. Leadership Insiders Publishing, Hemer
- Sigrid Endres, Jürgen Weibler (2019): Plural Leadership: Eine zukunftsweisende Alternative zur One-Man-Show. Springer Fachmedien, Wiesbaden. https://www.springer.com/de/book/9783658271152
- Thomas Kuhn, Jürgen Weibler (2020): Bad Leadership: Von Narzissten & Egomanen, Vermessenen & Verführten: Warum uns schlechte Führung oftmals gut erscheint und es guter Führung häufig schlecht ergeht. Vahlen, München, ISBN 978-3-8006-6250-0, http://www.vahlen.de/productview.aspx?product=30377602
- Gerd Thielmann, Jürgen Weibler, Thomas Model (2020): Polizeiliche Führungslehre – Gestaltung einer zeitgemäßen Führung. 2. Auflage, Verlag Deutsche Polizeiliteratur GmbH, Hilden, ISBN 978-3-8011-0877-9
- Jürgen Weibler (2021): Digitale Führung - Beziehungsgestaltung zwischen Sinnesarmut und Resonanz. Roman Herzog Institut e.V., München
- Jürgen Weibler (2023): Personalführung – Personen, Beziehungen, Kontexte, Wirkungen. 4. Auflage, Vahlen, München, ISBN 978-3-8006-6926-4

Zeitschriftenartikel
- Thomas Kuhn, Jürgen Weibler (2011): Ist Ethik ein Erfolgsfaktor? Unternehmensethik im Spannungsfeld von Oxymoron Case, Business Case und Integrity Case. In: Zeitschrift für Betriebswirtschaft, Vol. 81(1), S. 93–118
- Anna Elisabeth Weischer, Jürgen Weibler, Malte Petersen (2013): To thine own self be true: The effects of enactment and life storytelling on perceived leader authenticity. In: The Leadership Quarterly,  Vol. 24(4), S. 477–495
- Florian Artinger, Malte Petersen, Gerd Gigerenzer, Jürgen Weibler (2015): Heuristics as adaptive decision strategies in management. In: Journal of Organizational Behavior, Vol. 36(S1), S. 33–52
- Sigrid Endres, Jürgen Weibler (2017): Towards a Three-Component Model of Relational Social Constructionist Leadership (RSCL): A Systematic Review and Critical Interpretive Synthesis. In: International Journal of Management Reviews, Vol. 19(2), S. 214–236
- Sigrid Endres, Jürgen Weibler (2020): Understanding (non)leadership phenomena in collaborative interorganizational networks and advancing shared leadership theory: an interpretive grounded theory study. In: Business Research, Vol.13, S. 275-309, https://link.springer.com/article/10.1007/s40685-019-0086-6
- Juliane E. Kämmer, Shoham Choshen-Hillel, Johannes Müller-Trede, Stephanie L. Black, Jürgen Weibler (2023): A systematic review of empirical studies on advice-based decisions in behavioral and organizational research. In: Decision, Vol. 10(2), S. 107–137
- Juliane E. Kämmer, Shoham Choshen-Hillel, Johannes Müller-Trede, Stephanie L. Black, Jürgen Weibler (2023): The methodology and theory of future research on advice-based decisions. In: Decision, Vol. 10(2), S. 150–152

Sonstige Veröffentlichungen
- Wolfgang Albers, Thomas Hendele, Jürgen Weibler, Hubert Wimber (2015): Bürgernahe Polizei – Den demographischen Wandel gestalten. Ergebnisbericht der Expertenkommission. Hilden (Digitalisat; PDF-Datei, 3,56 MB).

## Sonstige
1. ↑  Universität zu Köln
2. ↑  Instituts für Führung und Personalmanagement
3. ↑  Universität Konstanz
4. ↑  Macquarie Graduate School of Management Sydney
5. ↑  Fakultät für Wirtschaftswissenschaft
6. ↑  Deutsche Hochschule der Polizei
7. ↑  German Journal of Research in Human Resource Management
8. ↑  https://www.kohlhammer.de/wms/instances/KOB/appDE/nav_product.php?product=TN611